# 노아 (1994년)
노아(1994년 ~)는 대한민국의 가수다. 2017년 미더 싱글 《무중력 (Zero Gravity)》으로 데뷔했다.

## 방송
- 보이스 코리아 2020 (2020) - Top16